# JUNK
『JUNK（ジャンク）』は、2002年4月1日からTBSラジオをキーステーションに、JRN系列局で放送されている深夜放送のラジオ番組放送枠である。2005年4月1日放送分までは「Junk」表記が使われた。
現在の放送時間は、毎週火 - 土曜の1:00 - 3:00（月 - 金曜 25:00 - 27:00）。

## 概要

### 番組史

#### 2部制時代（開始 - 2003年9月26日）
それまで同局で放送されていた平日24時台（ネット局では27時台）の『Be@t B@by!!』と、25時台の各曜日で独立・分離した番組編成だった旧『UP'S〜Ultra Performer'S radio〜』枠（2000年3月までのUP'S枠と同じ、25:00 - 27:00の枠）を一番組に統合・2部制となる形でスタートした。
同番組では当初、2部制の形態を取っていたが、系列局の中で25時台にニッポン放送の『オールナイトニッポン』をネットしている放送局では25時台の『JUNK』は未ネットで、旧『Be@t B@by!!』枠の番組のみを引き続きネットしていた。
2003年9月26日で旧『Be@t B@by!!』枠の放送が終了し、『JUNK』枠での2部制が廃止された。

#### 2003年9月29日 - 2010年4月2日
2003年9月29日からは27時台に2002年4月から関東ローカルで放送されていた兄弟番組の『B-JUNK』が全国ネットに昇格し、この番組からネット局がTBSラジオとの同時ネットに変更された。そして2005年4月4日からリニューアルされ2008年9月26日までは『JUNK2』を放送、この日をもってTBSラジオとネット局との同時ネットは廃止となり、代わって2008年9月29日からは再リニューアルされ『Be@t B@by!!』同様TBSラジオのみ24時スタート、ネット局は27時スタートの『JUNK ZERO』となり2010年4月2日まで続いた。
2006年4月4日より放送中のJUNK全番組でポッドキャスト配信を開始した（後述参照）。2007年2月には、番組内の企画で動画共有サービスYouTubeを使いスタジオ映像を配信するなど、新たな試みが行われている。
2008年9月26日までは番組終了間際には27時開始であった『JUNK2』のジャンクションが挿入されていた（火曜日『爆笑問題カーボーイ』のみ流れていなかったが、それは原則録音放送のためと考えられる。また、他の曜日も収録だった場合はジャンクションが流れなかった）。2008年9月29日からは後番組がTBSラジオのみ『OTTAVA con brio』、ネット局は『JUNK ZERO』と異なっている状態から、ジャンクションは廃止された。
2008年12月には「JUNK座談会スペシャル」と称して、JUNK全パーソナリティー全員が参加した特別番組をTBSオンデマンド等で有料のストリーミング配信を行った。
2009年7月6日よりABCラジオでネット開始。ネット局が増えるのはJUNKがスタートしてから初めての出来事である。
2009年12月26日には『JUNK年末スペシャル 有馬記念座談会』と題して深夜帯ではない午後8時（20時）から1時間放送された。

#### 2010年4月5日 -
2010年春改編にて、TBSラジオは「積極的に新規リスナー獲得を目指す」方針 により、水曜から金曜の3番組（『雨上がり決死隊べしゃりブリンッ!』『アンタッチャブルのシカゴマンゴ』『加藤浩次の吠え魂』）を終了、また『JUNK ZERO』まで続いた『JUNK』を冠した1時間枠を廃止。同年4月7日から『水曜JUNK 山里亮太の不毛な議論』を開始、4月8日から『火曜JUNK ZERO おぎやはぎのメガネびいき』が木曜JUNKに移動、4月9日から『月曜JUNK ZERO バナナマンのバナナムーン』が『金曜JUNK バナナマンのバナナムーンGOLD』に改題し移動、4月10日から土曜の同時間帯に新設の『JUNKサタデー』枠に『エレ片のコント太郎』が水曜JUNK ZEROから移動した。なお、TBSラジオにおいて25:00 - 27：00放送の同一冠深夜番組枠に土曜日が追加されたのは、『パックインミュージック』第1部が1972年4月8日をもって土曜枠を廃止して以来、38年ぶりの出来事である。なお、この際の改編以降パーソナリティの交代が1度もない。
2011年3月11日・12日ならびに14日 - 18日は東北地方太平洋沖地震に関する報道特別番組のため休止。全番組が休止するという事態は初めてとなる（ただし14日以降は、パーソナリティー側の要望で、各曜日の担当パーソナリティーが特別番組の冒頭で生出演し、番組休止の旨の告知及び被災しているリスナーへの激励の言葉を述べた）。ネット局もそのまま報道特別番組を放送。本来、関西地区のJRNの報道番組のネット受け・送り出しはMBSラジオの担当 となっているため、ABCラジオ経由でJRNの報道特別番組が流れるのは異例である。
2014年4月改編でABCラジオが、自主制作番組を復活させたことにともない、2014年3月28日(金曜日)にABCラジオでの番組ネットを終了。再び全国4局ネットに戻ったが、2015年4月1日(水曜日)より神戸のラジオ関西（CRK）のネットが開始され、再び関西を含める全国5局ネットになる。
『JUNKサタデー』枠についてはスタートからネット局がなくTBSラジオローカルだったが、2019年4月より琉球放送でネットが開始された。その後、2021年3月をもってJUNKサタデー枠が廃止となった。
2017年4月にTBSラジオの平日深夜の帯番組として最長放送記録を保持していた『パックインミュージック』の15年という記録を更新し、『JUNK』が最長寿番組となっている。2022年4月には放送20周年を迎えた。

### オープニング
2005年4月1日放送分まで、時報後すぐに流れるオープニングソングや、一部のCM枠前のサウンドステッカー（ジングル）の作曲はTHE ALFEEの高見沢俊彦によるものであった。
2005年4月4日放送分より、オープニングソングがリニューアルされた。当時は共通のテーマソングの後に、『JUNK』『JUNK2』各放送枠で異なるタイトルコールがなされていた。『JUNK ZERO』のオープニングソングは、若干異なるものが採用された（最後に放送枠のコールが流れるのは同様。金曜のみ「JUNK ZERO Friday Special」とコール）。
2023年2月6日放送分からJUNK20周年のイベント開催に合わせ、オープニング曲が当番組のために書き下ろされた東京スカパラダイスオーケストラの「JUNK or GEM」に変更されている。
いずれも英語によるタイトルコールが入っており、初代は「TBS RADIO Presents JUNK!! 〇〇JUNK!! （「MONDAY JUNK!!」のように〇〇には各曜日が入る）」、後の2代はジングルの最後に単に「JUNK!!」とコールする。

### スタッフ
番組プロデューサーは開始当初、菊池健志と池田卓生であったが異動により担当が変更となり、2010年3月には池田卓生と萩原慶太郎（通称：ハギピー）の2名体制となっていた。2010年4月から2012年3月までは、池田卓生が1人で担当していた。同年4月からは宮嵜守史が担当している。
1組の出演者に対し、1ディレクターが固定して担当し、ディレクターの異動が他局と比較し、ほとんど無いのが特徴。

### 当番組枠のイベント
- 『JUNK』スタート直前の2002年3月3日には、ニッポン放送が行っているイベント「そんなのアリーな!?」に対抗して、横浜アリーナにて『LIVE954 ラジオチルドレン、深夜の逆襲!』が開催された。
- 2005年8月29日には『JUNK夏祭り2005』と題したイベントを日本青年館にて、TBSラジオの周波数にちなんだ入場料954円で開催した。
- 2011年9月18日には、赤坂サカスで開催されたTBSラジオ60周年記念イベント「感謝deサカス!」の一環で、『爆笑問題の日曜サンデー』の特別企画として「JUNK大集合!」と題した公開生放送を実施。スケジュールの都合で事前収録のコメントのみだったエレ片を除く『JUNK』の現役パーソナリティと『日曜サンデー』アシスタントであった当時TBSアナウンサー・竹内香苗が出演した。
  - 2013年3月24日には、『JUNK』の放送開始10周年記念イベントとして、「10周年突破記念! JUNK大集合!!」と題した同様の公開生放送を実施。前回出演ができなかったエレ片も含む『JUNK』の現役パーソナリティ11名全員と『日曜サンデー』アシスタントのTBSアナウンサー・江藤愛が出演した。前回は自由観覧であったが、観覧客が多く集まったため、この回では抽選による約700人限定での公開となった。また、このイベントに先立ち、『JUNK』とTBSテレビ『メトログ』とのコラボレーションで、東京メトロ副都心線と東急東横線の直通運転開始記念のトークイベント「メトログジャンクション～2013.3.16 渋谷、つながる。」が実施された。おぎやはぎと、『メトログ』に出演したクリス松村、JOY、ナレーターのTBSアナウンサー・田中みな実が出演した。
- 2014年11月3日には、赤坂サカスで開催された「TBSラジオ大感謝祭 ラジフェス2014」の一環で、「ヤングJUNKの未来を考える!」と題した公開収録を行い、山里亮太、おぎやはぎ、バナナマンが出演した。また、2015年11月7日にも「TBSラジオ大感謝祭 ラジフェス2015 うまいもん祭り」で「1年の結果報告」と題して同様の公開収録を行った。公開収録は公式にYouTubeで公開されている。2016年11月6日にも「TBSラジオ大感謝祭 ラジフェス2016～食べて、笑って、赤坂で!」で同様の公開収録を行い、サプライズゲストとして『サンデージャポン』の生放送終わりで、同ステージで『日曜サンデー』の公開イベントに出演することになっていた爆笑問題が「乱入」した。
  - 2017年11月3日・4日の「ラジフェス2017～見タイ!食べタイ!もらいタイ!」では、3日におぎやはぎとバナナマン、4日に爆笑問題と山里が出演しそれぞれでコラボ企画の公開収録を行った。公開収録はTBSラジオクラウドで配信されている。
- 2023年2月7日から同月9日までJUNK20周年記念イベントがLINE CUBE SHIBUYAで開催された。7日は爆笑問題と伊集院光が出演したトークライブ「爆笑問題カーボーイ25週年記念ライブ ～ついでに馬鹿力～」、8日はお笑いライブ「山里亮太の不毛な議論presents 他力本願ライブ6」、8日はおぎやはぎとバナナマンが出演したトークライブ「おぎやはぎのありがとうびいき(仮)」が行われた。
  - 2023年2月13日（12日深夜）には20周年記念「JUNK大集合スペシャル」を生放送。約10年ぶりに『JUNK』現役パーソナリティが全員集合した。

### 備考
番組開始当初は、一部パーソナリティの変更がありながら、24時台が『Be@t B@by!!』の流れからアイドル・ミュージシャンがパーソナリティを務め、25時台が旧『UP'S』でのパーソナリティがスライドしての番組編成だったが、2005年4月改編以降パーソナリティからアイドル・ミュージシャンが消え、芸人・タレントのみの担当となり、一層お笑い色が強い番組内容になっている。
JUNK関連放送枠内において番組の移動が下記のように行われた。
- JUNK2からJUNKへの移動は2008年10月3日から『加藤浩次の吠え魂』のみ唯一行われた（実質JUNKへの復帰）。
- JUNKからJUNK ZEROへの移動は2008年9月30日から『おぎやはぎのメガネびいき』のみ唯一行われた。
- JUNK ZEROからJUNKへの移動は『メガネびいき』『バナナマンのバナナムーン』『エレ片のコント太郎』の3番組にて行われた。
  - 2010年4月2日まで一部地域では実質2部制状態となっていたが、ネット局数では、放送時間が遅く短いB-JUNK→JUNK2→JUNK ZEROの方がJUNKよりもはるかに多いという逆転現象が起きていた（ほとんどのJUNK2ネット局が「オールナイトニッポン」をネットしていたため）。

2009年2月発売の雑誌「BRUTUS」においての「ラジオ特集」において数多くの著名人がよくチェックする番組に『JUNK』を挙げ、また『雨上がり決死隊のトーク番組アメトーーク!』（テレビ朝日系）の「黒沢ナイト」（『水曜JUNK 雨上がり決死隊べしゃりブリンッ!』のリスナーが発案した企画）の回においては、森三中・黒沢かずこが必ず聴くラジオ番組として『JUNK』シリーズを挙げている。多くのお笑い芸人が聴取していることと、また一貫して「お笑い番組」のスタイルに徹していることもあり、一定のブランドを構築しつつある。Mr.Children・桜井和寿もこの番組のファンである。
2015年10月現在、『JUNK』で最長番組なのは『伊集院光 深夜の馬鹿力』で『UP'S』や無冠時代を含めると20年。『JUNK』時代から数えると『伊集院光 深夜の馬鹿力』と『爆笑問題カーボーイ』で13年6ヶ月である。2004年9月までJUNK枠で放送していた『コサキンDEワァオ!』は『UP'S』時代から数えると『深夜の馬鹿力』と同じ9年、『JUNK』枠時代は2年半。番組自体は、タイトルを変えながら、1981年10月から2009年3月まで27年半の長寿番組であった。またJUNKサイトのトップイラストはこのコサキン2人がモデル。
2010年4月から土曜枠に限り、1時と2時の間に、時報CMが差し込まれている。
2010年8月から2015年5月（新規配信は3月で終了）までTBSラジオが運営する音声コンテンツ配信サイト「らじこん」で番組の一部が有料配信されていた。ただし『伊集院光 深夜の馬鹿力』は携帯向けのみの配信、『バナナムーンGOLD』はDVDの撮影のため他の番組に遅れて2010年9月から配信であった。
ネットスポンサーは全ネット局共通の『オールナイトニッポン』と異なり、全ネット局共通のスポンサーとは別に、TBSラジオのみローカルスポンサーも含めた混合になっている。そのため、提供クレジットもTBSラジオとネット局には別々に送信されている。読み上げは必ずTBSのアナウンサーがするため、『オールナイトニッポン』のようにパーソナリティが生で提供を読む事はない（本枠以前の番組も同様）。また、提供クレジットはオープニング後・エンディング前だけではなく、1時台終わり・2時台始めにも入る。

## 放送時間
現在
- 2021年3月30日 - …火 - 土曜 1:00 - 3:00（月 - 金曜 25:00 - 27:00）

過去
- 2002年4月1日 - 2003年9月26日…火 - 土曜 0:00 - 3:00（月 - 金曜 24:00 - 27:00）
  - 0:00 - 1:00（ネット局は3:00 - 4:00、旧『Be@t B@by!!』枠）
  - 1:00 - 3:00（旧『UP'S〜Ultra Performer'S radio〜』枠）

※ただし、2002年5月13日 - 2003年3月21日には「セインのRAIJIN JUNK ENGLISH」（セイン・カミュが英字コミック雑誌「RAIJIN COMICS」を使って役立つ英語を紹介するミニ番組。NRNフルネット局であるラジオ大阪にもネットしていた）を放送したため、この期間の0時台の放送時間は0:00 - 0:55（ネット局は3:05 - 4:00）に短縮された。
- 2003年9月29日 - 2010年4月2日…火 - 土曜 1:00 - 3:00（月 - 金曜 25:00 - 27:00）
- 2010年4月5日 - 2021年3月28日…火 - 日曜 1:00 - 3:00（月 - 土曜 25:00 - 27:00）

## パーソナリティ

### 現在
| 放送曜日 | 名称                         | パーソナリティ                 | 放送方式                              | 番組開始日    |
| -------- | ---------------------------- | ------------------------------ | ------------------------------------- | ------------- |
| 月曜日   | 伊集院光 深夜の馬鹿力        | 伊集院光                       | 生放送                                | 1995年10月9日 |
| 火曜日   | 爆笑問題カーボーイ           | 爆笑問題                       | 生放送→録音(場合によっては生放送あり) | 1997年4月8日  |
| 水曜日   | 山里亮太の不毛な議論         | 山里亮太（南海キャンディーズ） | 生放送                                | 2010年4月7日  |
| 木曜日   | おぎやはぎのメガネびいき     | おぎやはぎ                     | 生放送                                | 2006年10月6日 |
| 金曜日   | バナナマンのバナナムーンGOLD | バナナマン                     | 生放送                                | 2007年4月2日  |

### 一覧
※カッコ内の番組開始年月は、同時間帯枠でのスタートから数えたもの。●印は前身の「Be@t B@by!!」と「UP'S〜Ultra Performer'S radio〜(無印も含む)」時代より継続。

#### 24時台(27時台)

##### 月曜日
- 月曜Junk 今井絵理子 HOT LINK（今井絵理子、2000年10月 - 2003年3月）●
- 月曜Junk 中川家のネコ電（中川家、2003年4月 - 同年9月[10]）

##### 火曜日
- 火曜Junk タンポポ編集部 OH-SO-RO!（タンポポ、2000年10月 - 2003年9月）●

##### 水曜日
- 水曜Junk DA PUMP ON THE RADIO〜sound freak show〜（DA PUMP、2001年10月 - 2003年9月）●

##### 木曜日
- 木曜Junk THE★SCANTY シンデレラタイムオーバー（THE★SCANTY、2002年4月 - 2003年3月）
- 木曜Junk チン☆パラの出没!ハモのはし〜僕たちしたいんです〜（チン☆パラ、2003年4月 - 同年9月）

##### 金曜日
- 金曜Junk ゴスペラーズ 真夜中のコーラス（ゴスペラーズ、2001年10月 - 2003年9月）●

##### 箱番組
- セインのRAIJIN Junk English（セイン・カミュ、2002年5月13日 - 2003年3月21日）[11]

#### 25・26時台

##### 月曜日
- 月曜JUNK 伊集院光 深夜の馬鹿力（伊集院光、1995年10月 - ）●

##### 火曜日
- 火曜JUNK 爆笑問題カーボーイ（爆笑問題、1997年4月 - ）●

##### 水曜日
- 水曜Junk コサキンDEワァオ!（コサキン〈小堺一機・関根勤〉、1997年4月 - 2004年9月[12]）●[13]
- 水曜JUNK 雨上がり決死隊べしゃりブリンッ!（雨上がり決死隊、2002年4月 - 2010年3月／2004年10月 - 2010年3月31日、枠移動）[14]
- 水曜JUNK 山里亮太の不毛な議論（山里亮太、2010年4月 - ）

##### 木曜日
- 木曜Junk さまぁ〜ずの逆にアレだろ（さまぁ〜ず、2002年4月4日 - 2004年3月25日）
- 木曜Junk オセロ中島の黒真珠夫人（中島知子〈オセロ〉、2004年4月 - 2005年3月）
- 木曜JUNK アンタッチャブルのシカゴマンゴ（アンタッチャブル、2005年4月 - 2010年4月1日）
- 木曜JUNK おぎやはぎのメガネびいき（おぎやはぎ、2006年10月 - ／2010年4月 - 枠移動）

##### 金曜日
- 金曜JUNK 極楽とんぼの吠え魂（極楽とんぼ、2000年10月 - 2006年7月21日）●[15]
- JUNK 交流戦スペシャル （2006年7月28日 - 2006年9月29日）
- 金曜JUNK おぎやはぎのメガネびいき（おぎやはぎ、2006年10月6日 - ）[16]
- 金曜JUNK 加藤浩次の吠え魂（加藤浩次、2007年4月 - 、2008年10月 - 2010年4月2日[17]）
- 金曜JUNK バナナマンのバナナムーンGOLD（バナナマン、2007年4月 - ／2010年4月 - 枠移動）

##### 土曜日
- JUNKサタデー エレ片のコント太郎（エレ片、2006年4月 - 2021年3月／2010年4月 - 枠移動）

### 兄弟番組
- B-JUNK - 2002年04月‐2005年03月
- JUNK2 - 2005年04月‐2008年09月
- JUNK ZERO - 2008年10月‐2010年03月

## ネット局

### 現在

#### 月 - 金曜日
ネット局の場合、正月特番や地元スポーツチームの優勝特番などによる休止あり。
- TBSラジオ（JRN系列キーステーション／関東広域圏）
- 北海道放送（HBC／北海道 JRN・NRNクロスネット）
- ラジオ関西（CRK／近畿広域圏 独立局）2015年4月1日開始。
- RKB毎日放送（RKB／福岡県 JRN）[18]
- 琉球放送（RBC／沖縄県 JRN）

### 過去

#### 2003年9月まで（TBSラジオの24時台枠）
24時台
- TBSラジオ（JRN系列キーステーション）

※2003年秋改編から、24時台の『JUNK』枠が廃止になり、『夜な夜なニュースいぢり X-Radio バツラジ』（TBSラジオは2003年9月29日開始、東北放送は2008年3月31日開始、2008年9月25日番組終了）が放送された。
27時台に時差ネット
※『JUNK』24時台（27時台）番組終了後、ネット局は『B-JUNK』に移行。
- 北海道放送
- 青森放送（2003年4月ネット開始）
- 秋田放送
- IBC岩手放送
- 山形放送
- 東北放送
- ラジオ福島
- 新潟放送
- 信越放送
- 山梨放送
- 北陸放送
- 中部日本放送
- 福井放送
- 和歌山放送
- 山陽放送
- 山陰放送
- 山口放送
- 四国放送
- RKB毎日放送
- 大分放送
- 長崎放送
- 熊本放送
- 宮崎放送
- 南日本放送
- 琉球放送

2003年9月以前に終了
- 静岡放送（2003年3月ネット終了）

『セインのRAIJIN Junk English』のみネット
- ラジオ大阪

#### 月 - 金曜日（TBSラジオの25時 - 26時台枠）
- 朝日放送（ABCラジオ／近畿広域圏、2009年7月6日 - 2014年3月31日）[19][20]　※2014年3月31日から自社制作番組『夜は、おととも』の生放送を開始するため、ネット受けを終了した。

## ポッドキャスト・ラジオクラウド
2002年4月からWindows Media Audio形式での番組のダイジェスト配信が行われていたが、2006年4月4日からは『TBS RADIO podcasting954』でポッドキャスト配信を行われていた。
ポッドキャストでは新たに録音した音源や、放送された番組の切り抜き音源を配信している。これまでJUNKのホームページで聞くことができた音声ファイルは、すべてポッドキャスト用の音源に切り替わった。更新は月曜-木曜は放送当日（例えば月曜の番組は火曜日のように）の昼頃、金曜日・土曜日は翌週月曜日の昼頃更新されていた。
2006年9月1日から、JUNK全番組（JUNK 交流戦スペシャルを除く）のポッドキャストに電通とサイバー・コミュニケーションズによる音声広告が付いた。開始から1か月後にすべて撤廃されたが、2009年3月9日-13日の配信分からPodcastADによる音声広告がつくようになった。
配信内容はそれぞれの曜日によって異なっている。以下がその一覧、しかし内容が変更されることもあった。
- 月曜・火曜は放送された内容からのダイジェスト音源
- 水曜・木曜・金曜・土曜はポッドキャストのために録り下ろされた音源

ポッドキャストは数か月間分のエピソードがダウンロードできるようになっているが、パーソナリティが吉本興業所属のタレントの番組の場合、配信期間が1週間限定となっている。つまり、最新のエピソードしか入手できないようになっていて、毎週聞くためには毎回1週間以内に更新しなければならない。また、非吉本のパーソナリティの番組にゲストとして吉本所属のタレントが出演した場合もそのエピソードは1週間限定となっていた。
2016年6月30日の『podcastin954』のサービス終了にともない、ストリーミングの『TBSラジオクラウド』に移行している。なお、2017年11月から、火曜のみ「爆笑問題のリトルカーボーイ」としてポッドキャストを復活させたが、配信元はTBSラジオではなく爆笑問題が所属するタイタンの子会社・アバンテーベになっていた。
2022年11月からTBSラジオの芸人が出演する番組のポッドキャストが配信を開始した際に、月曜以外の配信が復活している。

## 主な裏番組
- オールナイトニッポン（ニッポン放送系）
- ラジオ深夜便（NHKラジオ第1放送）